# Ol' Dirty Bastard
Ol' Dirty Bastard (ook bekend als ODB, Osirus, Big Baby Jesus, Dirt McGirt, echte naam Russell Tyrone Jones, 15 november 1968 – 13 november 2004) was een Amerikaanse rapper. Hij was lid van de rapgroep Wu-Tang Clan, maar vergaarde ook bekendheid als soloartiest, in nummers als 'Shimmy Shimmy Ya' en 'Got Your Money' (met Kelis). In 1998 had hij samen met Pras Michel en Mýa een nummer 1-hit met het nummer Ghetto Supastar (That Is What You Are).

## Biografie
ODB groeide op in Brooklyn, New York. Al op jonge leeftijd vormde hij met enkele vrienden de Wu-Tang Clan, die een vernieuwende stijl van hip hop inspireerde op een mengsel van oosterse wijsheid uit Kungfu films, Five Percent Nation-nation ideologie opgepikt op straat, comic books en rauwe, uitgeklede beats. Hun debuutalbum Enter the Wu-Tang (36 Chambers) was succesvol. ODB's vocale bijdrage kenmerkte zich op dit album door een rauwe rapstijl, gelardeerd met semi-hysterische uithalen. Zijn naam was geïnspireerd op de martial arts acteur Yuen Siu-Tien, wiens films 'Old Dirty & the Bastard' en de 'Drunken Master' serie handelden over de Kung Fu meester Beggar So, die de kunst van het dronken boxen heeft geperfectioneerd: een schijnbaar dronken stijl van vechten die gebruik maakt van de onvoorspelbaarheid en de spierslapte van schijnbare dronkenschap. ODB vertaalde dit in zijn virtuoze rapstijl, die speelt met de grilligheid en precisie van een dronken Kung Fu meester. 
De moeilijkheden voor ODB begonnen in 1994, toen hij bij een schietpartij met een andere rapper in de maag geschoten werd. In 1995 bracht hij zijn eerste soloalbum uit: Return to the 36 Chambers: The Dirty Version, een bizarre verzameling van tirades, seksistische toespelingen en dronken brabbelpartijen. Het door de RZA geproduceerde album bracht de hit 'Shimmy Shimmy Ya' voort.
In 1997 werd ODB voor het eerst aangeklaagd door een voormalige vriendin omdat hij geen alimentatie voor hun dochter betaalde. In totaal heeft ODB overigens minstens 7, mogelijk zelfs 13 kinderen.
Tijdens de Grammy Award-show in 1998 stormde ODB plotseling het podium op tijdens de toespraak van Shawn Colvin (die net een Grammy in ontvangst had genomen) en begon hij een verhaal over nieuwe kleren die hij net, speciaal voor deze uitreiking, gekocht had en over het feit dat zijn rapgroep de Wu-Tang Clan geen Grammy gewonnen had voor het beste hiphop-album (hij verloor deze aan Puff Daddy).
Verschillende rechtszaken tegen zijn ex-vrouw volgden in dat jaar. Bij een mislukte roofoverval raakte ODB gewond, hij werd gearresteerd wegens winkeldiefstal en wegens het meerdere malen uiten van terroristische bedreigingen tijdens dronkenschap.
Tijdens een routinecontrole door de politie werd hij later gearresteerd voor poging tot moord en verboden wapenbezit. Waarop deze aanklachten precies gebaseerd waren is nooit duidelijk geworden en ODB werd hier dan ook voor vrijgesproken. Niet veel later werd hij echter gearresteerd voor het rijden zonder geldig rijbewijs, het dragen van een kogelvrij vest en het bij zich hebben van cocaïne, crack en marihuana.
Ondanks de vele rechtszaken bracht ODB in 1999 een nieuw album uit, getiteld Nigga Please. Niet veel later ontvluchtte ODB een door de rechtbank opgelegd rehabilitatieprogramma en was hij een maand spoorloos. Uiteindelijk werd hij gearresteerd en veroordeeld tot twee tot vier jaar gevangenisstraf. In de gevangenis deed hij een mislukte zelfmoordpoging.
Zijn platenmaatschappij heeft sindsdien nog een verzamelalbum uitgebracht getiteld The Trials and Tribulations of Russell Jones, maar problemen met justitie belemmerden zijn carrière.
Hij overleed op 13 november 2004 aan een hartaanval, ontstaan door de combinatie van cocaïne en Tramadol (een pijnstiller). ODB werkte op dat moment aan zijn derde soloalbum, getiteld A son unique dat uitgebracht zou worden bij Roc-A-Fella Records. Door het uit elkaar gaan van de leiding van het label werd de verschijningsdatum echter meerdere malen uitgesteld. Tot op heden is het album nog steeds niet officieel uitgebracht, hoewel het in 2006 korte tijd verkrijgbaar was op iTunes. Het nummer Pop Shots van dit album is wel terechtgekomen op het postuum uitgebrachte 'Osirus, the official mixtape'.

## Albums
- 1995 - Return to the 36 Chambers: The Dirty Version
- 1999 - Nigga Please
- 2002 - The Trials and Tribulations of Russell Jones
- 2004 - In Loving Memory of Russell Jones
- 2006 - A Son Unique

- Bibliothèque nationale de France: cb140315468 (data)
- Gemeinsame Normdatei: 129576905
- International Standard Name Identifier: 0000 0003 6836 9712
- Library of Congress Control Number: no98126505
- MusicBrainz: d50548a0-3cfd-4d7a-964b-0aef6545d819
- Système universitaire de documentation: 082304955
- Virtual International Authority File: 64206003
- WorldCat: E39PBJvd7r39XqRv3JdBQP6h73